# Kapsuła ratownicza

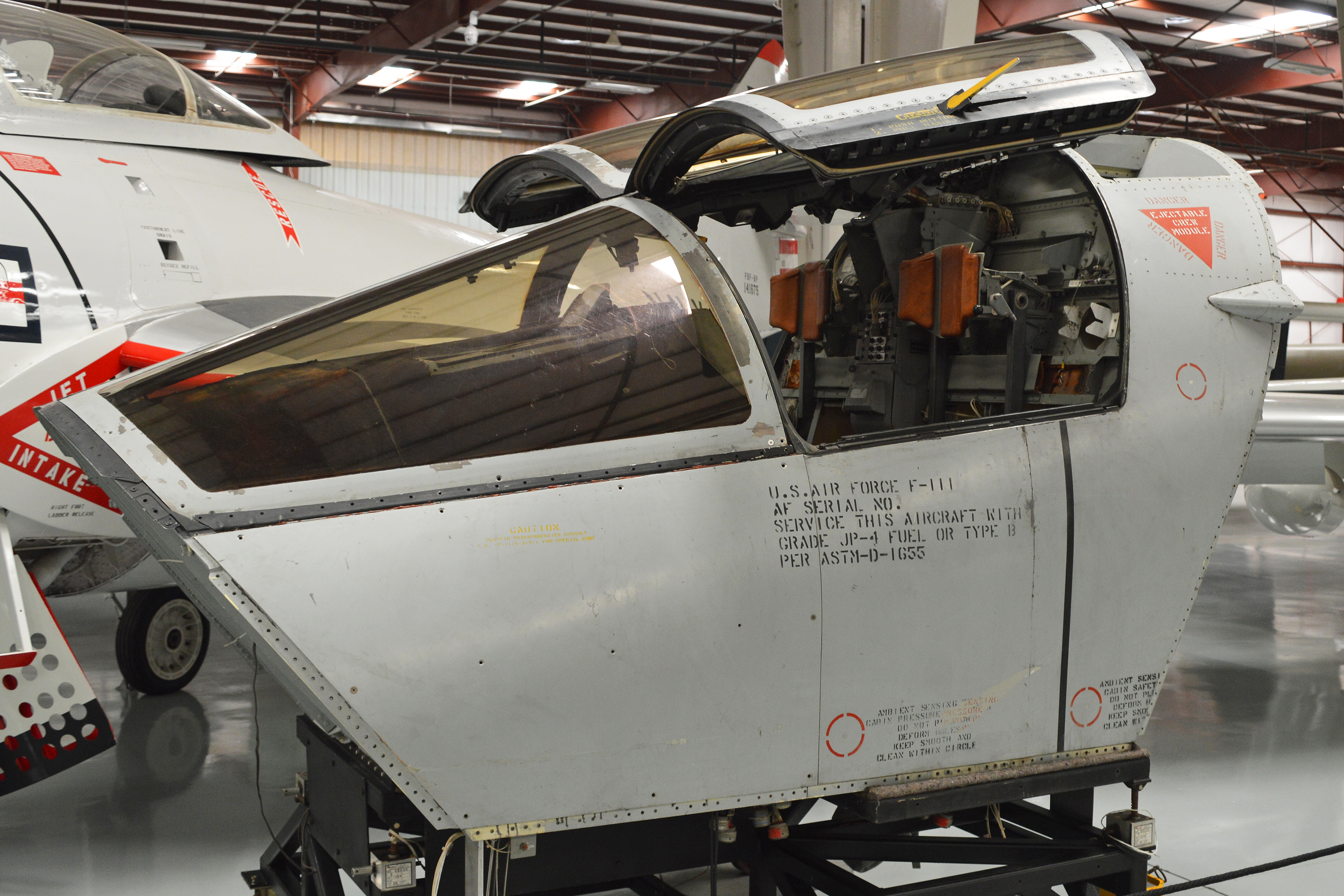
Kaspsuła ratownicza samolotu F-111

Kapsuła ratownicza – sekcja kabiny załogi samolotu będąca urządzeniem ratowniczym umożliwiającym jej szybką ewakuację w sytuacji awaryjnej.
Kapsuła ratownicza jest alternatywną, w porównaniu z fotelem wyrzucanym, formą ratowania załogi samolotu. Pozwala na zastosowanie bardziej zróżnicowanego wyposażenia co umożliwia bezpieczne opuszczenie samolotu na dużym pułapie i z dużą prędkością oraz zwiększa bezpieczeństwo podczas lądowania. Ciśnieniowa konstrukcja kapsuły pozwala na wykonywanie przez załogę lotów bez skafandrów oraz spadochronów ratowniczych co poprawia komfort pracy załogantów. W przypadku stanowisk jednoosobowych kapsuła ratownicza jest system osłon zamykających fotel pilota w szczelnej osłonie gwarantującej człowiekowi bezpieczeństwo podczas katapultowania.

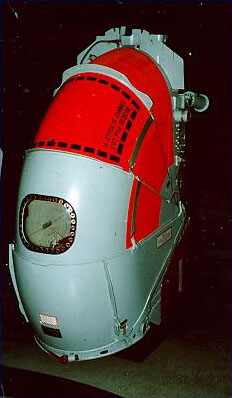
Zamknięta kapsuła ratunkowa pilota samolotu Convair B-58 Hustler

Rozwiązania konstrukcyjne zastosowane w samolotach sprawiają, że kapsuła ratownicza jest jednocześnie miejscem pracy załogi. W razie konieczności opuszczenia maszyny aktywowane są silniki rakietowe o dużej mocy pozwalające na oddzielenie kapsuły od kadłuba samolotu. W kolejnym etapie bezpieczeństwo załodze zapewnia system ratowniczy, w skład którego wchodzą spadochrony i poduszki powietrzne amortyzujące lądowanie. W przypadku wodowania utrzymanie się kapsuły na powierzchni wody zapewniają rozwiązania gwarantujące jej wodoszczelność.
Przykłady samolotów wyposażonych w kapsuły ratownicze:
- Convair B-58 Hustler
- Rockwell B-1B Lancer
- General Dynamics F-111